# Friedrich Schade (Jurist)
Georg Friedrich Schade (* 31. Mai 1959 in Bonn) ist promovierter Jurist und Professor für Bürgerliches Recht sowie Handels- und Wirtschaftsrecht.

## Leben
Schade war an verschiedenen Hochschulen als Dozent tätig und hatte unter anderem eine Professur an der University of Applied Sciences Europe in Iserlohn inne.
Nach Abitur, Wehrdienst und einer Banklehre studierte Friedrich Schade von 1981 bis 1987 Rechtswissenschaften, bevor er für 15 Jahre erneut ins Bankwesen wechselte. Unter anderem war er Mitglied der Geschäftsführung bei UBS Privat Banking Deutschland. Nebenbei arbeitete er seit 1995 als Dozent für Arbeitsrecht, Bürgerliches Recht und Wirtschaftsrecht an verschiedenen Hochschulen, unter anderem an der International School of Management in Dortmund. Zum Wintersemester 2000/01 begann er seine Tätigkeit an der Business and Information Technology School, zu deren Geschäftsleitung er zwischen Oktober 2003 und Dezember 2004 gehörte. An der BiTS gründete er das Institut für Privatkunden. Darüber hinaus ist er Vorsitzender des Vereins der Freunde und Förderer der BiTS. Daneben ist er in der Filmproduktionsfirma tremoniamedia verantwortlich für die Unternehmensentwicklung.

## Veröffentlichungen
- Wirtschaftsprivatrecht. Grundlagen des Bürgerlichen Rechts sowie des Handels- und Wirtschaftsrechts. Kohlhammer, Stuttgart 2006; 3. Auflage 2013, ISBN 978-3-17-022676-0.
- mit Andreas Teufer, Sebastian Krause: Fälle zum Wirtschaftsprivatrecht. Kohlhammer, Stuttgart 2008, ISBN 978-3-17-020466-9.
- mit Markus Conrads: Internationales Wirtschaftsprivatrecht. Oldenbourg, München 2008; 2. Auflage 2012, ISBN 978-3-486-70566-9.
- mit Dirk Beckmann, Stephan Oliver Pfaff: Fälle zum Arbeitsrecht. Fälle mit Lösungen. Kohlhammer, Stuttgart 2010; 2. Auflage 2013, ISBN 978-3-17-023303-4.
- Praktikumsrecht. Kohlhammer, Stuttgart 2011, ISBN 978-3-17-021952-6.
- Praktikumsrecht. Wissen Kompakt, Frankfurt am Main 2011, ISBN 978-3-943082-00-5.
- Azubi-Recht. Wissen Kompakt, Frankfurt am Main 2011, ISBN 978-3-943082-01-2.